# Cabra Miotónica

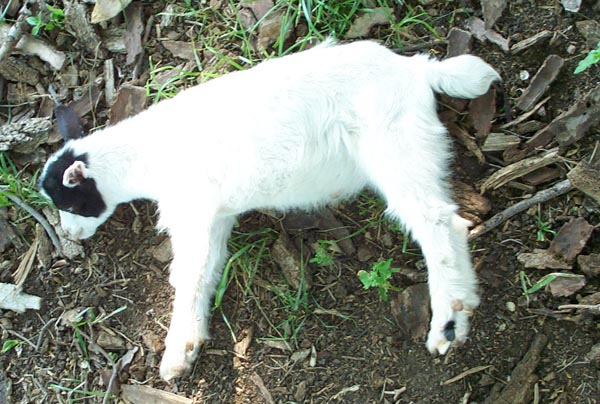
Un cabrito que se desmaya en medio de un episodio miotónico de "desmayo"

La cabra miotónica, cabra desmayada de Tennessee, o más popularmente conocida como "Fainting Goat", es una raza estadounidense de cabra. Se caracteriza por miotonía congénita, una condición hereditaria que puede hacer que el caprino se ponga rígido o se caiga cuando se asusta o sobresalta. : 396  También puede ser conocida como la cabra que se desmaya, la cabra que cae, la cabra de patas rígidas o la cabra nerviosa, o como la cabra de patas de madera de Tennessee. : 28  Cuatro cabras de este tipo fueron traídas a Tennessee en la década de 1880.
Las cabras miotónicas tienden a ser menos preferidas para la producción de carne sostenible, ya que la rigidez provocada por la miotonía afecta a la dureza de la misma..

## Historia
La cabra miotónica es importante en la historia para investigar y aclarar el papel del cloruro en la estimulación muscular.
Las cabras miotónicas fueron traídas por primera vez al condado de Marshall, Tennessee, en la década de 1880. : 396 
El desmayo o parálisis se describió por primera vez en la literatura científica en 1904 y finalmente se describió como una "miotonía congénita" en 1939. Sin embargo, la mutación en el gen de la cabra que causa esta rigidez muscular se descubrió en 1996, varios años después de que se descubriera el gen equivalente en humanos y ratones.
Los experimentos realizados en 1939 con la cabra miotónica supusieron una importante contribución a la comprensión de las bases fisiológicas de esta afección e influyeron en muchas otras teorías sobre la miotonía y sus causas.
En 2019 su estado de conservación fue sustituido por el de "en riesgo" en la base de datos de la Organización de las Naciones Unidas para la Agricultura y la Alimentación . 

## Características

### Cuerpo
Las cabras miotónicas varían mucho en sus características en comparación con otras razas de cabras, y poseen ciertos distintivos que otras razas no. La formación de su cabeza y cuerpo tiende a ser diferente. Las cabras miotónicas tienen un cuerpo ancho y una masa muscular más pesada. La condición muscular de las cabras miotónicas generalmente conduce a un aumento de la masa muscular con una estructura más amplia. Ligeramente más pequeñas que las razas estándar de cabras, las cabras que se desmayan generalmente tienen 43 cm a 64 cm de altura y puede pesar entre 27 kg a 79 kg. Los machos pueden pesar hasta 90 kg . La amplitud se muestra en toda la espalda y los hombros, debido a la densidad muscular.

### Cabeza
Tienen ojos grandes y prominentes en cuencas altas que tienden a sobresalir y son características bastante distintivas. A veces se les llama "ojos saltones" por esta característica. Las cabezas tienden a ser de longitud media con un hocico ancho, en comparación a otras cabras. Las mandíbulas también tienden a ser anchas y distintas. La cara suele ser recta o convexa. Las orejas tienden a ser de tamaño normal y más cerca de la cara. Las orejas también exhiben una ondulación en la mitad de la longitud de la oreja. Los cuernos tienden a ser grandes y tienen de 2 a 5 centímetros entre ellos. El cuello tiende a ser musculoso y más redondo que el de las razas lecheras. La piel del cuello de muchos machos está arrugada y gruesa. El cuello también puede correr horizontalmente y por lo tanto, la cabeza puede estar más baja.

### Personalidad
Las cabras miotónicas son animales vigilantes que son más silenciosos que otras razas de cabras. Otras características diferenciales importantes de la cabra miotónica incluyen su gran capacidad de adiestramiento, rigidez, adaptación de alta calidad a tierras de cultivo y forrajeo de bajos insumos, y cruces que crean híbridos que conducen a la fuerza física y la buena salud.

### Abrigo
Su pelaje puede ser corto o largo, y ciertos individuos pueden llegar a producir una gran cantidad de cachemira durante los meses más fríos. Los abrigos pueden mostrar cualquier color o patrón.

## Causa del "desmayo" e información adicional
La miotonía congénita es causada por una condición hereditaria de un canal de cloruro en los músculos del esqueleto (canal de cloruro del músculo esquelético 1, CLCN1 ). La miotonía congénita se puede heredar como un rasgo autosómico dominante (con penetrancia incompleta ) o un rasgo recesivo, lo que da como resultado una gravedad variable de la afección. En las cabras afectadas, el gen CLCN1 contiene una mutación sin sentido ; el aminoácido alanina se reemplaza con un residuo de prolina . Este pequeño cambio hace que el canal de cloruro en las fibras musculares tenga una conductancia reducida de iones de cloruro. Esta mutación con cambio de sentido ocurre en una secuencia de siete aminoácidos que se incluyen en un grupo de canales estrechamente relacionados, incluido el de humanos y ratas. Esto provoca un retraso en la relajación de los músculos después de que la cabra realice un movimiento involuntario. Después de la actividad, en la miotonía congénita hay una mayor probabilidad de que las fibras musculares respondan con potenciales de movimientos repetitivos. Se ha demostrado que el aumento de la excitabilidad muscular se explica en gran medida por la falta de permeabilidad al cloruro en estas fibras. La miotonía congénita también se caracteriza por un aumento significativo de las isomiosinas rápidas en cada tipo de músculo. Se encontró que las fibras musculares de la cabra miotónica eran altamente resistivas (eléctricamente), lo que corresponde al bloqueo de la conductancia del cloruro. En un estudio, las fibras musculares de cabra normales podrían volverse miotónicas bloqueando la conductancia del cloruro usando fármacos inductores de miotonía, o sustituyéndolas por un anión que no puede pasar a través de una membrana semipermeable.
Se demostró que el músculo intercostal aislado de las cabras miotónicas era muy diferente del de las cabras normales en cuanto a la dependencia de la temperatura de la resistencia de la membrana en reposo y la salida de potasio. Estas diferencias ayudan a explicar aumentos en la severidad de la miotonía en el ejemplar, que ocurre al disminuir la temperatura de los músculos involucrados.
Se ha observado que no hay anormalidades en las respuestas a los episodios de desmayo o rigidez durante los primeros 14 días de vida de una cabra recién nacida. Las primeras respuestas a la rigidez se observaron desde los días 18 a 143, y la rigidez y/o caída comienza a ocurrir durante los días 20 a 173.

### Alivio de los síntomas
Aunque no existe un tratamiento conocido para la miotonía congénita, en un estudio que probó el efecto de la hidratación sobre la miotonía en cabras, se encontró que al privar a las cabras de agua, los síntomas miotónicos desaparecieron en 3 días y regresaron por completo en 2 a 3 días de agua. Estudios anteriores también informaron que la taurina, cuando se administra a pacientes miotónicos, puede reducir los síntomas de la afección, sin embargo, se ha demostrado que ni antagoniza la condición, ni la previene.

## En humanos
La cabra miotónica es característica por una condición que en los seres humanos se conoce como miotonía congénita, de características muy similares, tanto en síntoma como en adición a la vida del enfermo. Al igual que en las cabras, en los humanos la afección se describe como un trastorno del canal de cloruro conocido por la relajación muscular retardada y también causado por mutaciones en el gen del canal de cloruro del músculo esquelético. Además, al igual que las cabras, puede variar de leve a grave. En un experimento con seres humanos utilizando biopsia muscular, después de la tinción con ácido peryódico de Schiff (PAS) con digestión con diastasa, hubo material PAS positivo dentro de las fibras miotónicas de cabra.

### Base molecular
A partir del estudio anteriormente mencionado, se encontró que un cambio en la secuencia de nucleótidos provocó una sustitución de residuos de alanina por prolina en el extremo carboxilo del canal de cloruro de la cabra. Una cabra con la afección tuvo un +47 Cambio de mV en la activación del canal, que creó canales de cloruro menos abiertos ubicados cerca de la membrana en reposo de los músculos esqueléticos, lo que demuestra en la base molecular una disminución de la producción de cloruro en los músculos miotónicos.

## Origen de la cabra miotónica
La mayoría de las cabras miotónicas tienen su origen en Tennessee, en la década de 1880. Los condados White y Plaskett informaron haber visto estas cabras en cinco condados de Tennessee: Marshall, Giles, Lawrence, Maury y Coffee. También se diseminaron por Texas debido a que fueron traídas desde el condado de Giles en Tennessee, únicamente para que un granjero que afirmaba saber de la existencia de las cabras se lo demostrara a sus vecinos.
Las cabras no pudieron saltar vallas de tamaño normal y encontraron agujeros en el suelo para arrastrarse por debajo de las vallas, de forma similar a un cerdo. Este comportamiento inusual hizo que las cabras fueran más deseables en esta época, ya que muchos granjeros usaban muros de piedra como cercas, por lo tanto, contenían sus cabras. En el país de Marshall, también se trajo un macho cabrío de Canadá. El Dr. White (en una carta al autor) declaró que en el verano de 1929 en Egipto, fue testigo de varios desmayos de cabras entre el Canal de Suez y la frontera con Palestina. También afirmó que envió algunas de las cabras de Tennessee a un profesor llamado Nagel, en el Instituto de Enfermedades Nerviosas en Alemania para estudios.
La cabra miotónica es relevante a la hora de investigar y aclarar cómo funciona el cloruro en la  actividad y estimulación muscular.
El desmayo se describió por primera vez en la literatura científica en 1904 y se describió como una "miotonía congénita" en 1939. La mutación en el gen de la cabra que causa esta rigidez muscular se descubrió en 1996, varios años después de que se descubriera el gen equivalente en humanos y ratones. Sin embargo, la tendencia de las cabras a los espasmos ha sido atestiguada ya en el Corpus Hipocrático, donde se trazan analogías del fenómeno con la enfermedad humana.
Los experimentos realizados en 1939 con la cabra miotónica contribuyeron enormemente a la comprensión de la base fisiológica de esta condición e influyeron en muchas otras teorías que trataban la miotonía y sus causas.

## Producción de carne
La producción de carne de cabras utiliza razas maternas que demuestran altos niveles de bienestar en situaciones no óptimas. La cabra miotónica carece de facultades o habilidades para una evaluación adecuada de la aptitud física de las hembras, a diferencia de otras razas de cabra. Sin embargo, se estudiaron 80 cabras miotónicas en un experimento y se compararon con los rasgos relacionados con la salud y la reproducción en cabras españolas, cabras Kiko y cabras Boer. El estudio midió el recuento de huevos fecales (FEC) y el volumen de células empacadas (PCV). Las cabras miotónicas tendían a tener una masa corporal más baja y un FEC más bajo, pero un PCV mayor que las cabras Boer. Las tasas de destete, anuales de parto, de retención de hembras y la cantidad de cabritos destetados fueron relativamente iguales en todas las cabras, excepto en la cabra miotónica. Las cabras miotónicas tenían la FEC más baja en comparación con las otras razas. Estos resultados provocan la idea de que las cabras miotónicas son menos preferidas para la producción de carne sostenible en condiciones no óptimas.

## Preservando la raza
El MGR (Myotonic Goat Registry) cree que mantener la raza es de gran importancia. Los factores importantes que establece el MGR para mantener la raza incluyen un comportamiento tranquilo, resistencia a los parásitos y una buena capacidad maternal. Por lo tanto, para proteger la raza caprina miotónica, el MGR registra todos los cruces. Esto permite la identificación de cabras miotónicas de raza pura. El registro de las cabras permite reducir el etiquetado de las crías como razas puras si no lo son. Ha sido controvertido a lo largo de los años, ya que algunos criadores piensan que no debería haber cruces entre especies de este tipo. Las principales razones conocidas para continuar criando estas cabras han sido la observación de su comportamiento de desmayo, así como su capacidad para mantenerse en granjas mínimamente cercadas debido a su falta de deseo de saltar por encima de 0,5 m.